# Історія конструкції Теллера-Уляма

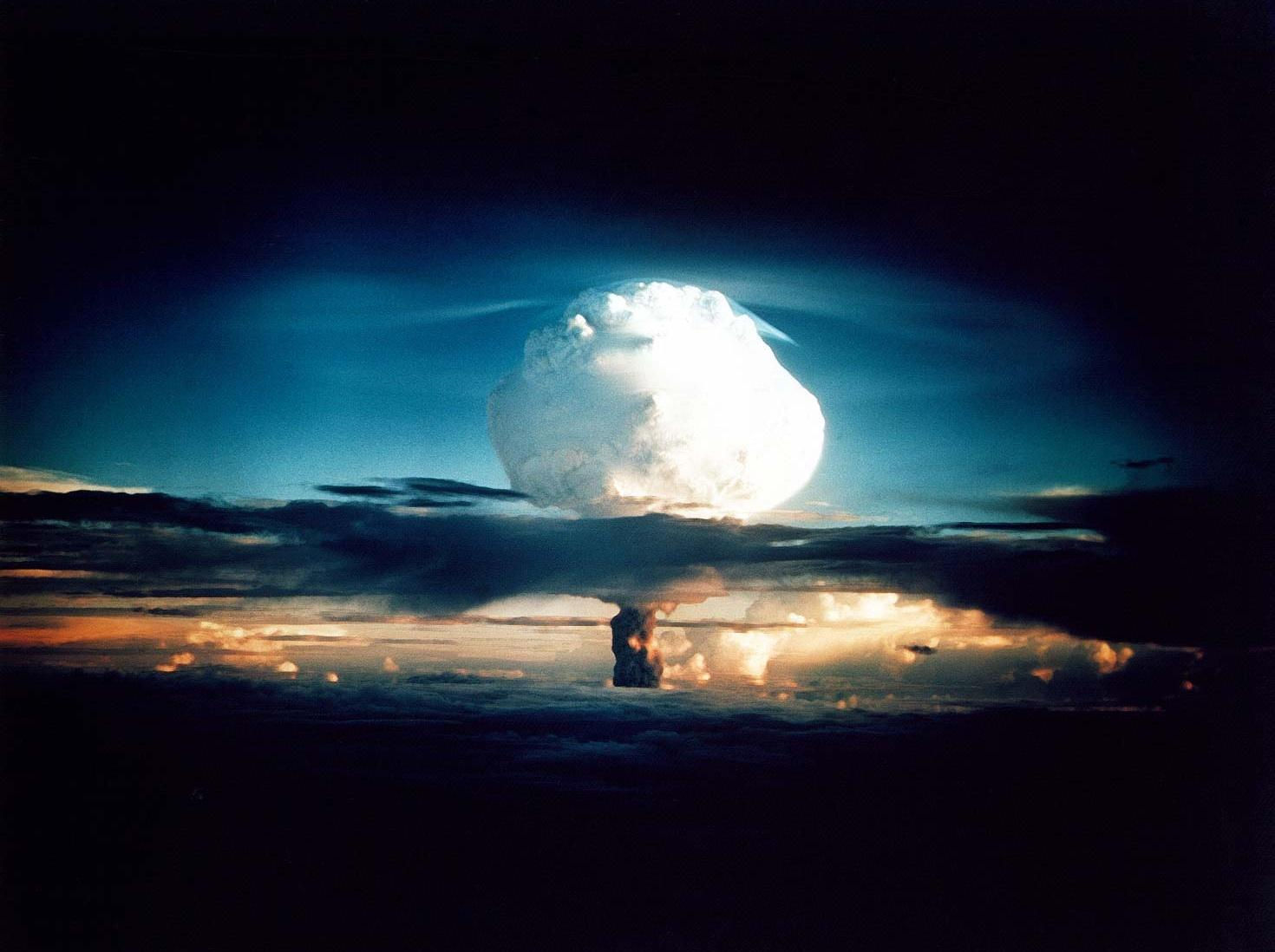
Айві Майк, перше повне випробування конструкції Теллера-Улама (ступенева термоядерна бомба) з потужністю 10,4 мегатонни (1 листопада 1952 р.)

Конструкція Теллера-Уляма — технічна концепція сучасної термоядерної зброї, також відомої як водневі бомби. Вважається, що вона використовується практично у всій сучасних видах ядерній зброї, що входить до складу арсеналів великих ядерних держав.  

## Історія

### "Супер" Теллера

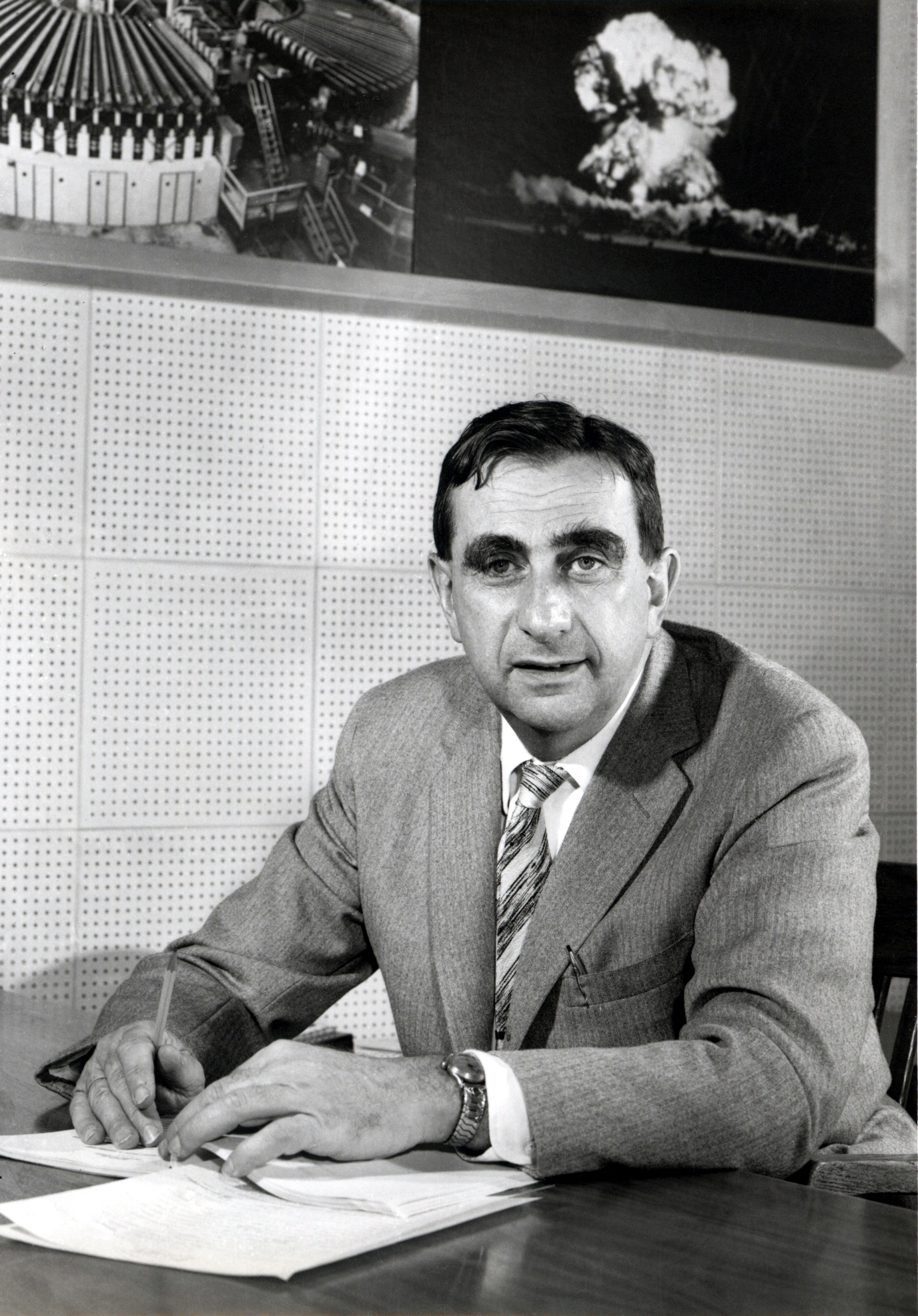
Фізик Едвард Теллер протягом багатьох років був головною силою, яка лобіювала дослідження з розробки термоядерної зброї.

Ідею використання пристрою з енергією поділу для початку реакції термоядерного синтезу, вперше запропонував італійський фізик Енріко Фермі своєму колезі Едварду Теллеру восени 1941 року під час того, що незабаром стало Манхеттенським проектом. Через Другу світову війну Сполучені Штати та Велика Британія створюють першу ядерну зброю. Невдовзі Теллер став учасником літньої конференції Роберта Оппенгеймера 1942 року з розробки ядерної бомби, що відбулася в Каліфорнійському університеті в Берклі, де він скеровував дискусію до ідеї створення своєї «Супер» бомби, яка гіпотетично мала би бути в багато разів потужніша, ніж ще не розроблена зброя ділення. Теллер припустив, що створення бомби ділення було б не більш ніж інженерною проблемою, і що «Супер» стала б набагато цікавішим теоретичним завданням.

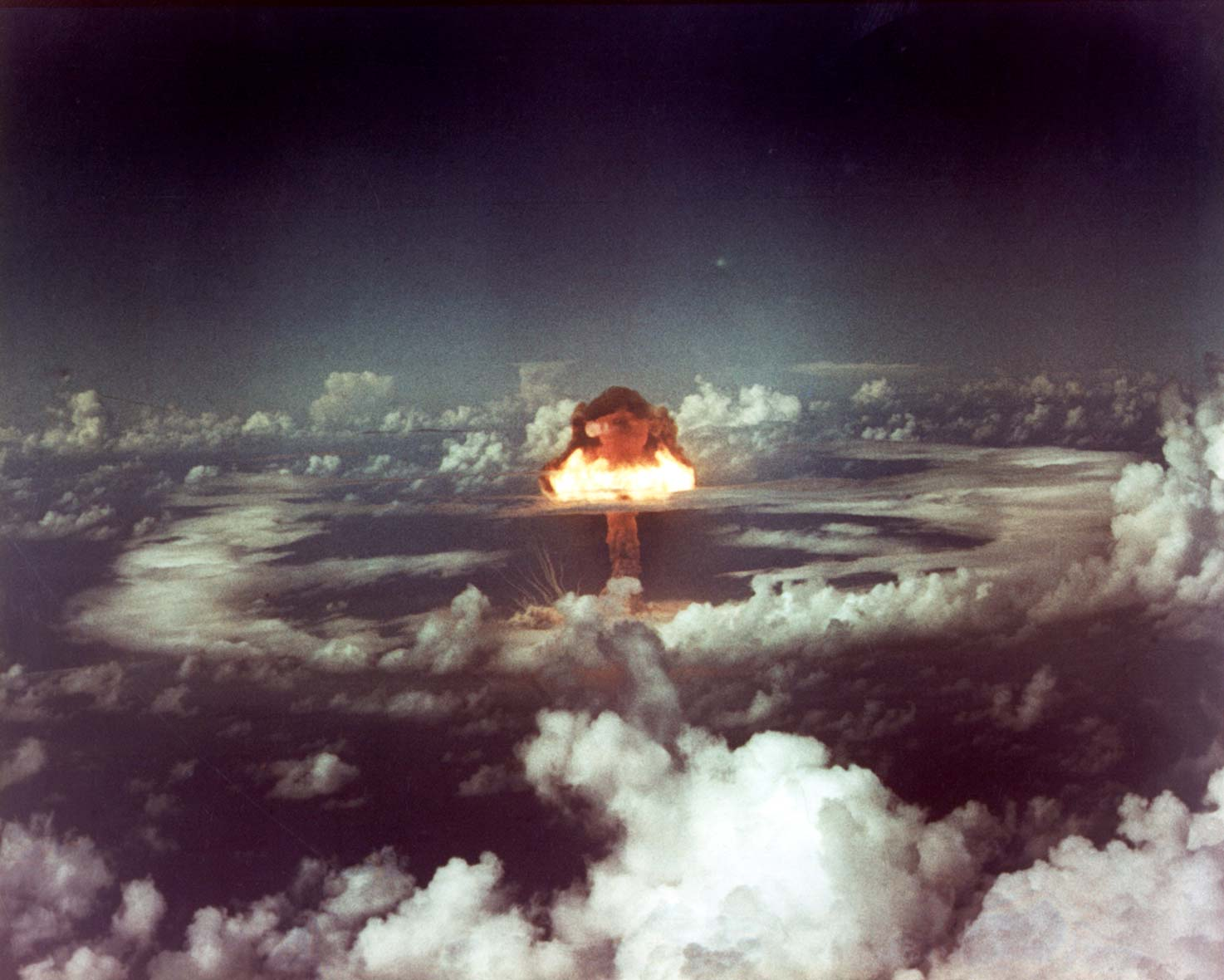
Айві Кінг, найбільша бомба на чистому діленні, випробувана в США, потужністю 500 кт (16 листопада 1952 р.)

До кінця війни зусилля були зосереджені на першій розробці ядерної зброї. Тим не менш, Теллер продовжував переслідувати ідею створення «Супер» бомби, аж до того, що знехтував дорученою йому роботою над зброєю ділення в секретній лабораторії Лос-Аламоса, де він працював. (Багато роботи, яку Теллер відмовився виконувати, замість нього було доручено Клаусу Фуксу, який пізніше був визнаний шпигуном на користь Радянського Союзу:430). Теллер отримав деякі ресурси для вивчення «Супер», і зв’язався зі своєю подругою Марією Гепперт-Маєр, щоб допомогти з трудомісткими розрахунками, пов’язаними з непрозорістю. Однак «Супер», виявилась уникливою, а розрахунки було неймовірно складно виконати, особливо тому, що не існувало способу провести дрібномасштабні випробування задіяних принципів (на відміну від цього, властивості поділу можна було легше дослідити за допомогою циклотронів, новостворених ядерних реакторів та різних інших випробуваннь).
Незважаючи на те, що вони були свідками випробувань Трініті, після атомних бомбардувань Японії вчені в Лос-Аламосі були здивовані тим, наскільки руйнівними були наслідки цієї зброї.  Багато вчених повстали проти ідеї створення зброї, потужнішою за перші атомні бомби в тисячі разів. Для вчених це питання було частково технічним — конструкція зброї все ще була досить невизначеною та непрацездатною — і частково моральною. Така зброя, як вони стверджували, могла бути використана лише проти масового, цивільного населення, а отже, лише як зброя геноциду. Багато вчених, як-от колега Теллера Ганс Бете (який відкрив зоряний нуклеосинтез, ядерний синтез, що відбувається в зірках), закликали Сполучені Штати не розробляти таку зброю та не подавати приклад Радянському Союзу. Прихильники ж водневої зброї, зокрема фізики Теллера та з Берклі Ернест Лоуренс і Луїс Альварес, стверджували, що такий розвиток подій був неминучим і відмовити в такому захисті народу Сполучених Штатів, особливо коли Радянський Союз, ймовірно, сам створить таку зброю — само по собі було аморальним і нерозумним вчинком. Треті, як-от Оппенгеймер, просто вважали, що існуючі запаси розщеплюваного матеріалу краще витратити на створення великого арсеналу тактичної атомної зброї, аніж потенційно змарнувати на розробку кількох масивних «Супер» бомб. 
У будь-якому випадку робота в Лос-Аламосі значно сповільнилася, оскільки близько 5500 із 7100 вчених і пов’язаного з ними персоналу, які були там наприкінці війни, залишили розробки, щоб повернутися на свої попередні посади в університетах і лабораторіях.  У 1946 році в Лос-Аламосі відбулася конференція для вивчення доцільності будівництва «Супер». Лабораторія дійшла висновку, що це можливо, але було кілька незгодних з таким висновком.
Коли в серпні 1949 року Радянський Союз взірвав власну атомну бомбу (отриману в США назву «Джо-1»), це застало західних аналітиків несподіванкою. І протягом наступних кількох місяців в уряді, серед спільнот військових і науковців США точилися гострі дебати щодо того, чи варто продовжувати використовувати набагато потужніший «Супер». 31 січня 1950 року президент США Гаррі С. Трумен наказав розпочати програму розробки водневої бомби.
Багато вчених повернулися в Лос-Аламос, щоб працювати над програмою «Супер», але початкові спроби все ще здавалися вкрай непрацездатними. У класичному варіанті «Супер» вважалося, що для запалювання термоядерного матеріалу використовуватиметься тільки тепло від ядерної бомби, але це виявилося неможливим. Деякий час багато вчених думали (і багато хто сподівався), що саму зброю створити неможливо.

### Внесок Улама і Теллера
Точна історія прориву Теллера-Улама до кінця не відома, частково через численні суперечливі особисті свідчення, а також через постійну класифікацію документів, які б показали, що було ближче до істини. У попередніх моделях «Супер» термоядерне паливо, очевидно, розміщувалося або навколо «тригера» поділу (у формі сферичної форми), або в його центрі (подібно до «форсованого» варіанту зброї) в надії, що чим ближче паливо буде до вибуху поділу, тим вищий шанс, що він запалить термоядерне паливо простою силою виробленого тепла.

У 1951 році, після багатьох років безрезультатної праці над «Супер», Теллер схопився за проривну ідею польського математика-емігранта Станіслава Улама та розробив її першу працездатну конструкцію водневої бомби мегатонного діапазону. Ця концепція, яка зараз називається «поетапною імплозією», була вперше запропонована в секретній науковій статті «Про гетерокаталітичні детонації I. Гідродинамічні лінзи та радіаційні дзеркала» Теллером і Уламом 9 березня 1951 року. Точна сума вкладу Улама і Теллера відповідно до того, що стало відомо як «дизайн Теллера-Улама», остаточно не відома у відкритому доступі — ступінь заслуги, яку приписували Теллеру його сучасники, майже точно співмірна з тим, наскільки добре вони думав про Теллера взагалі. В інтерв’ю Scientific American у 1999 році Теллер сказав репортеру:
Я зробив внесок, Улам цього не зробив. Вибачте, що мені довелося відповісти так різко. Улам був справедливо незадоволений старим підходом. Він прийшов до мене з частиною ідеї, яку я вже опрацював, і мені було важко змусити людей слухати. Він був готовий підписати папір. Коли потім дійшло до того, щоб захистити цей документ і по-справжньому вкласти в нього роботу, він відмовився. Він сказав: «Я в це не вірю». 

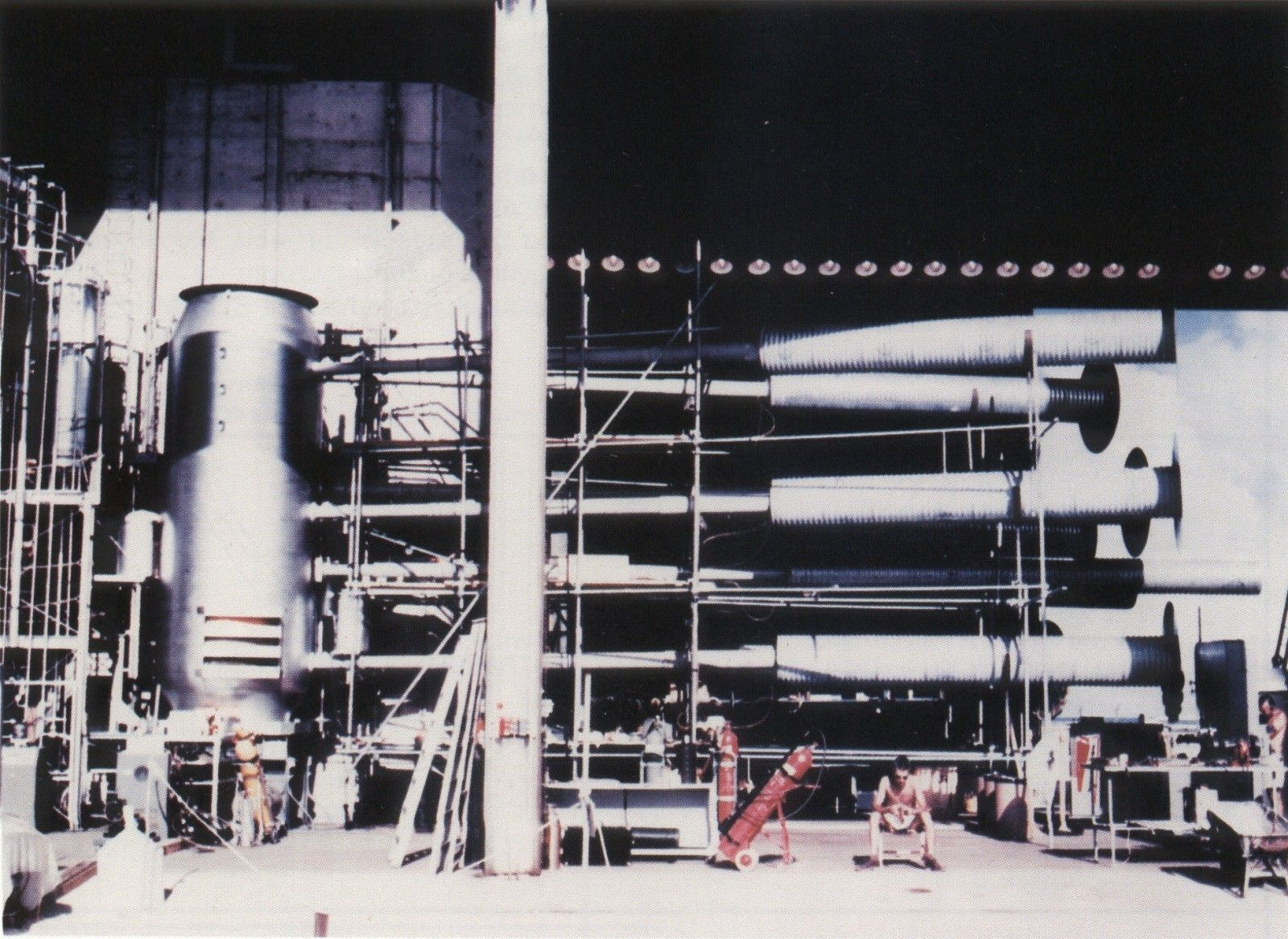
Корпус пристрою "Ковбаса" з прикріпленим діагностичним та кріогенним обладнанням. Довгі труби отримуватимували перші частинки випромінювання від первинної та вторинної ступіні («теллерівське світло») безпосередньо перед тим, як пристрій повністю детонує.

Питання спірне. Бете у своєму «Меморандумі про історію термоядерної програми» (1952 року) цитував Теллера як відкривача «абсолютно нового підходу до термоядерних реакцій», який «був справою натхнення» і отже був «непередбачуваним» і «в основному випадковим». На слуханнях у справі Оппенгеймера в 1954 році Бете говорив про «геніальний вчинок» Теллера у винаході водородної бомби. І нарешті в 1997 році Бете заявив, що «вирішальний винахід був зроблений Теллером у 1951 році».
Інші вчені (антагоністи Теллера, такі як Дж. Карсон Марк) стверджували, що Теллер ніколи б не став ближчим без ідеї Улама. Розробник ядерної зброї Тед Тейлор чітко висловився щодо приписування основних ідей постановки та стиснення Уламу, водночас віддаючи заслугу Теллеру за визнання критичної ролі випромінювання на відміну від гідродинамічного тиску.
Прісцилла Джонсон Макміллан у своїй книзі «Руїна Дж. Роберта Оппенгеймера: і народження сучасної гонки озброєнь» пише, що Теллер намагався «приховати роль» Улама, і що лише «радіаційна імплозія» була ідеєю Теллера. Теллер дійшов до того, що відмовився підписати патентну заявку, оскільки для неї потрібен був підпис Улама. Томас Пауерс писав, що «звичайно, всі конструктори бомб знали правду, і багато хто вважав Теллера найнижчим, найогиднішим злочинцем у світі науки, крадієм кредитів».
Теллер став відомим у пресі як «батько водневої бомби», титул якого він не намагався позбутися. Багато колег Теллера були роздратовані тим, що, здавалося, він насолоджувався повною заслугою в тому, у чому брав лише участь, і у відповідь, за підтримки Енріко Фермі, Теллер написав статтю під назвою «Робота багатьох людей», яка з’явилася в журналі Science в лютому 1955 року, підкреслюючи, що він не був самотнім у розробці зброї (пізніше він напише у своїх мемуарах, що сказав «білу брехню» в статті 1955 року, і матиме на увазі, що він повинен отримати повну заслугу за винахід зброї). Ганс Бете, який також брав участь у проекті створення водневої бомби, одного разу безглуздо сказав: «Для історії, я вважаю, що точніше сказати, що Улам є батьком, оскільки він дав насіння, а Теллер матір’ю, тому що він залишився з дитиною, мабуть як акушерка».

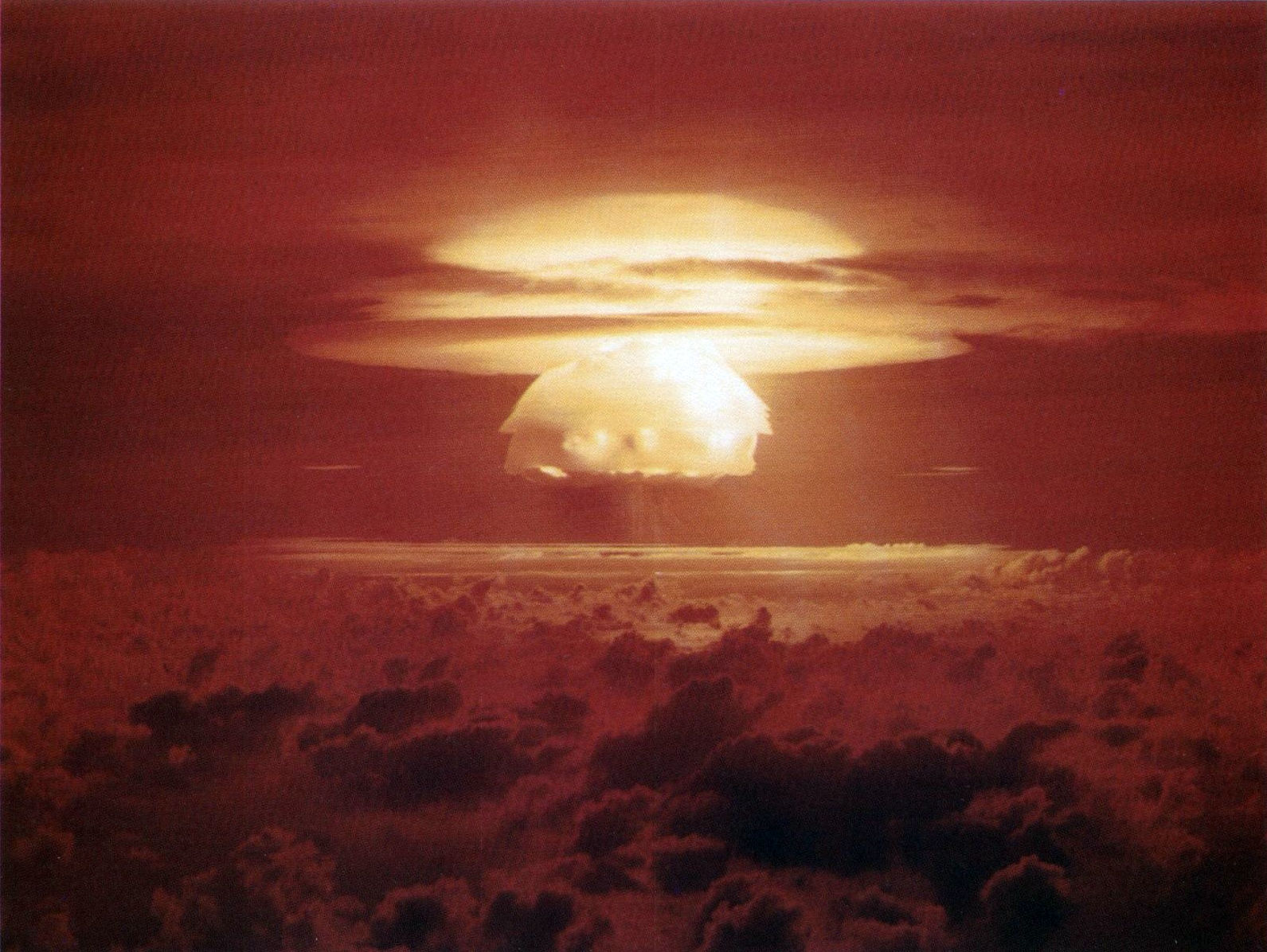
Пристрій із сухим паливом, який вибухнув під час пострілу «Касл Браво», продемонстрував, що конструкція Теллера–Улама може бути розгорнута, а також те, що кінцева стадія ділення спричинила велику кількість ядерних опадів.

Прорив Теллера-Улама, деталі якого досі засекречені, очевидно, полягав у розділенні компонентів ядерного поділу та термоядерного синтезу зброї, а також у використанні радіації, створеної ядерною бомбою, для стиснення термоядерного палива перед його запалюванням. Деякі джерела припускають, що Улам спочатку запропонував стиснути вторинну обмотку через ударні хвилі, створені первинною, і що саме Теллер потім зрозумів, що випромінювання від первинної обмотки зможе виконати це завдання (отже, «радіаційна імплозія»). Однак одного лише стиснення було б недостатньо, і іншу важливу ідею, побудувати бомбу шляхом розділення основного та вторинного, здається, вніс виключно Улам. Елегантність дизайну настільки вразила багатьох вчених, що деякі, хто раніше задавався питанням, чи можливо це, раптом повірили, що це неминуче і що його створять як США, так і Радянський Союз. Навіть Оппенгеймер, який спочатку був проти проекту, назвав ідею «технічно солодкою». У кадрі «Джордж» з «Операції Теплиця» в 1951 році вперше було перевірено основну концепцію в дуже малому масштабі (а наступний знімок у серії, «Предмет», був першою посиленою зброєю поділу), піднявши очікування майже до певності. щоб концепція працювала.
1 листопада 1952 року конфігурація Теллера–Улама була перевірена під час вибуху «Айві Майк» на острів на атолі Еніветок із потужністю 10,4 Мт ТНТ (44 PДж) (у понад 450 разів потужніша за бомбу скинутий на Нагасакі під час Другої світової війни). Пристрій, який отримав назву «Ковбаса», використовував надзвичайно велику ядерну бомбу як «тригер» і рідкий дейтерій, який утримувався в рідкому стані за допомогою 18 тонного кріогенного обладнання, як термоядерного палива, і мав масу близько 73 тони разом. Спочатку була спроба відключити пресу, але незабаром було оголошено, що США підірвали водневу бомбу потужністю в мегатонну.

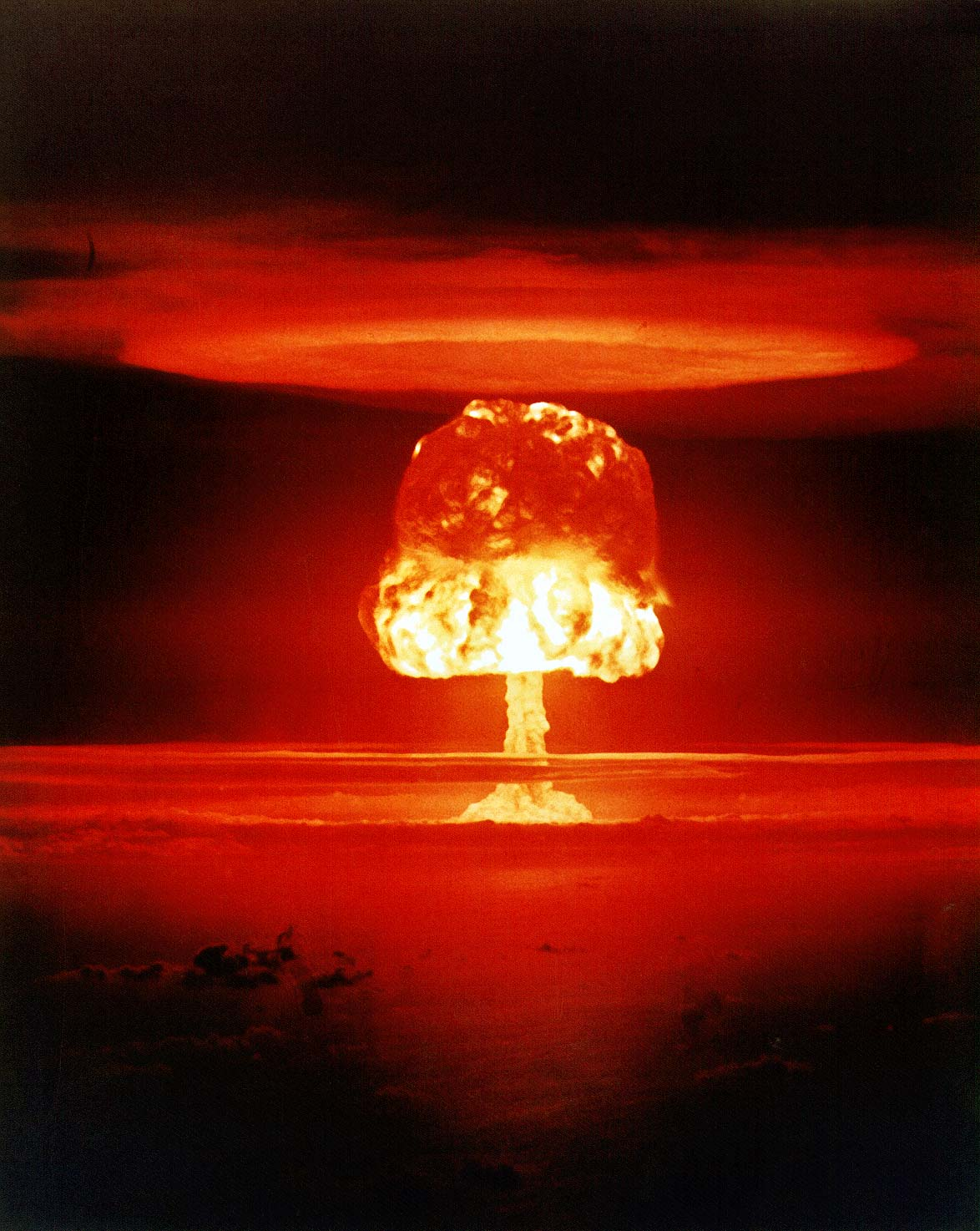
Подібно до тесту Браво, Кастл Ромео «втік», виробивши набагато більшу потужність, ніж спочатку оцінювалося (11 мегатонн замість 4), що зробило його третім за величиною тестом, який коли-небудь проводився в США. Пристрій «креветка» Romeo отримав дейтерид літію з природного замість «збагаченого» літію.

Складна холодильна установка, необхідна для підтримки термоядерного палива в рідкому стані, означала, що пристрій «Айві Майк» був надто важким і надто складним, щоб мати практичне застосування. Першу розгорнуту зброю Теллера-Улама в США не буде розроблено до 1954 року, коли рідке дейтерієве паливо пристрою «Айві Майк» буде замінено сухим паливом дейтериду літію та випробувано у пострілі «Кастл Браво» ( пристрій отримав кодову назву Shrimp). Суха літієва суміш працювала набагато краще, ніж очікувалося, і пристрій «Кастл Браво», який був підірваний у 1954 році, мав потужність у два з половиною рази більший, ніж очікувалося (15 Мт ТНТ, також була найпотужнішою бомбою, яку коли-небудь підривали Сполучені Штати). Оскільки більша частина потужності була отримана від кінцевої стадії поділу його тамперу, він утворив багато ядерних опадів, що спричинило одну з найгірших ядерних аварій в історії США після того, як непередбачені погодні умови підірвали його над населеними районами атолу та японськими рибалками на борту Дайго Фукурю Мару.

### Радянські дослідження
У Радянському Союзі вчені, які працювали над власним проектом водневої бомби, також зіткнулися з труднощами при розробці термоядерної зброї мегатонного діапазону. Оскільки Клаус Фукс був у Лос-Аламосі лише на дуже ранній стадії розробки водневої бомби (до завершення конфігурації Теллера–Улама), жодна його шпигунська інформація не була особливо корисною, і радянські фізики, які працювали над проектом, мали самостійно розробляти свою зброю.
Перший радянський термоядерний дизайн, розроблений Андрієм Сахаровим і Віталієм Гінзбургом у 1949 році (ще до того, як Радянський Союз мав робочу бомбу з ядерним розщепленням), отримав назву « Слойка», на честь російського листкового тіста, і мав не конфігурацію Теллера–Улама, а скоріше використовував чергування шарів розщеплюваного матеріалу та термоядерного палива з дейтериду літію, доданого тритію (пізніше це було названо «Першою ідеєю» Сахарова). Хоча ядерний синтез був технічно досягнутий, він не мав властивостей масштабування, властивих «постановочній» зброї, і їхнє перше випробування «водневої бомби» « Джо 4» більше не вважається «справжньою» водневою бомбою, а скоріше вважався гібридним пристроєм поділу/ядерного синтезу, більш схожим на велику прискорену зброю поділу, ніж зброю Теллера–Улама (хоча використовує на порядок більше термоядерного палива, ніж прискорена зброя). Підірвано в 1953 році з потужністю, еквівалентною 400 кілотонн (лише15% –20% від термоядерного синтезу), однак пристрій Слойка мав перевагу в тому, що він був зброєю, яку можна було фактично доставити до військової цілі, на відміну від пристрою «Айві Майк», хоча він ніколи не був широко розгорнутий. Теллер запропонував подібний дизайн ще в 1946 році, який отримав назву «Будильник» (що мав на меті «розбудити» дослідження «Супер»), хоча було підраховано, що врешті-решт він не вартий зусиль, і жодного прототипу так і не було розроблено чи перевірено.
Спроби використати проект Слойка для досягнення мегатонних результатів виявилися нездійсненними в Радянському Союзі, як це було зроблено в розрахунках у США. Але його цінність як практичної зброї варта уваги, оскільки він був в 20 разів потужніший, ніж їх перша бомба ділення. Радянські фізики підрахували, що в найкращому випадку конструкція могла б виробити одну мегатонну енергії, якщо б її було доведено до меж. Після того, як США випробували пристрій «Айві Майк» у 1952 році, довівши можливість створення багатомегатонної бомби, Радянський Союз шукав додаткові можливості конструкції і продовжував працювати над удосконаленням Слойки («Перша ідея»). «Другою ідеєю», як називав її у своїх мемуарах Сахаров, була попередня пропозиція Гінзбурга в листопаді 1948 року використати в бомбі дейтерид літію, який під час бомбардування нейтронами виробляв би тритій.  Наприкінці 1953 року фізик Віктор Давиденко здійснив перший прорив у тому, що первинну та вторинну частини бомби зберігали окремо («постановкою»). Наступний прорив був відкритий і розроблений Сахаровим і Яковом Зельдовичем, це використання рентгенівського випромінювання від ядерної бомби для стиснення вторинного елемента перед синтезом («радіаційна імплозія») навесні 1954 року. «Третя ідея» Сахарова, як в Радянському Союзі називали розробку Теллера-Улама, була випробувана вибухом «РДС-37» у листопаді 1955 року з виходом 1,6 мегатонн .

Вогняна куля «Цар-бомби» (РДС-220), найбільша зброя, коли-небудь підірвана (1961). Вогняна куля, скинута з висоти понад 10 км і вибухнувши на висоті 4 км, торкнулася б землі, якби не ударна хвиля від вибуху, що відбилася від землі й вдарилася в нижню частину вогняної кулі, і майже досягла висоти висота розгортання бомбардувальника Ту-95. Випробування РДС-220 продемонструвало, як «стейджинг» можна використовувати для розробки будь-якої потужної зброї.

Сахаров заявив у своїх мемуарах, він і Давиденко мали осадовий пил у картонних коробках через кілька днів після випробування «Майка». З надією проаналізувати його хімікам з Арзамасу-16 (радянська збройна лабораторія) для збіру інформації. Він помилково вилив концентрат в каналізацію, перш ніж його можна було проаналізувати. Лише восени 1952 року Радянський Союз створив організовану систему моніторингу даних радіоактивних опадів. Тим не менш, у спогадах також говориться, що результат одного з американських випробувань, який став міжнародним інцидентом за участю Японії, сказав Сахарову, що американський дизайн був набагато кращим, ніж їхній, і він вирішив, що вони, мабуть, підірвали окрему ядерну бомбу і якось використав свою енергію для стиснення дейтериду літію. Але як, запитав він себе, можна використати вибух з одного боку, щоб стиснути кульку термоядерного палива всередині 5% симетрії? Тоді це вдарило його! Сфокусуйте рентгенівські промені! 
Радянський Союз продемонстрував потужність концепції «стейджингу» у жовтні 1961 року, коли вони підірвали надмасивну та громіздку воднева бомба «Цар-бомбу», максимальною потужністю в 50 мегатонн, походження якої має майже 97% енергії отримано від термоядерного синтезу, а не від поділу — її урановий тампер був замінений свинцевим незадовго до запуску, щоб запобігти надмірному ядерному випаданню. Якби її взірвали в «повному» вигляді, вона би видала потужність близько 100 мегатонн. Зброя була технічно придатною для розгортання (її перевіряли шляхом скидання зі спеціально модифікованого бомбардувальника), але непрактичною у військовому відношенні, і була розроблена та випробувана насамперед для демонстрації радянської сили. Це найбільша ядерна зброя, розроблена та випробувана будь-якою країною.

## Інші країни

### Об'єднане Королівство
Подробиці розвитку дизайну Теллера-Улама в інших країнах менш відомі. У будь-якому випадку Сполучене Королівство спочатку зіткнулося з труднощами в його розробці і зазнало невдачі у своїй першій спробі в травні 1957 року (його випробування "Grapple I" не вдалося запалити, як планувалося, але більша частина його енергії надходила від термоядерного синтезу у його вторинній системі). Однак це вдалося у другій спробі під час випробування "Grapple X" у листопаді 1957 року, яке дало 1,8 млн. тонн. Британська розробка проекту Теллера-Улама була, очевидно, незалежною, але їй дозволили поділитися деякими даними США про радіоактивні опади, які могли мати було корисно. Після успішного підриву пристрою з мегатонним діапазоном і, таким чином, практичного розуміння «секрету» дизайну Теллера-Улама, Сполучені Штати погодилися обмінятися деякими своїми ядерними проектами зі Сполученим Королівством, що призвело до американсько-британської взаємної угоди 1958 року. Угода про оборону.

### Китай
Китайська Народна Республіка підірвала свій перший пристрій за проектом Теллера-Улама в червні 1967 року («Випробування № 6»), лише через 32 місяці після підриву своєї першої зброї поділу (найкоротша розробка від поділу до синтезу), вихід 3,3 млн т. Про китайську термоядерну програму відомо небагато.
Розробкою бомби керував Ю Мін.

### Франція
Про французьку розробку конструкції Теллера-Улама відомо дуже мало, окрім того, що вона підірвала пристрій потужністю 2,6 Мт під час випробування «Канопус» у серпні 1968 року.

### Індія
11 травня 1998 року Індія оголосила, що підірвала водневу бомбу під час випробувань операції «Шакті» (зокрема «Шакті I»). Деякі неіндійські аналітики, використовуючи дані сейсмографії, припустили, що це може бути не так, вказуючи на низьку потужність випробування, яка, за їхніми словами, становить близько 30 кілотонн (на відміну від 45 кілотонн, оголошених Індією).
Однак деякі неіндійські експерти погоджуються з Індією. Доктор Гарольд М. Агнью, колишній директор Лос-Аламоської національної лабораторії, сказав, що твердження Індії про підрив термоядерної бомби є правдоподібними. Британський сейсмолог Роджер Кларк стверджував, що сейсмічні магнітуди передбачають загальну потужність до 60 кілотонн, що відповідає оголошеній Індією загальної потужності в 56 кілотонн. Професор Джек Евернден, американський сейсмолог, завжди стверджував, що для правильної оцінки врожаю слід «належним чином враховувати геологічні та сейсмологічні відмінності між тестовими майданчиками». Його оцінка врожаю індійських тестів збігається з оцінкою індійських.

### Північна Корея
Північна Корея заявила про випробування своєї мініатюрної термоядерної бомби 6 січня 2016 року. Перші три ядерні випробування Північної Кореї (2006, 2009 і 2013) мали відносно низьку ефективність і, схоже, не були розроблені не як термоядерна зброя. У 2013 році міністерство оборони Південної Кореї припустило, що Північна Корея, можливо, намагається розробити «водневу бомбу», і такий пристрій може стати наступним випробуванням зброї КНДР. У січні 2016 року Північна Корея заявила про успішне випробування водневої бомби, але під час випробування була виявлена лише сейсмічна подія магнітудою 5,1, подібна до випробування атомної бомби 6–9 кілотонн у 2013 році. Ці сейсмічні записи змусили вчених усього світу засумніватися в заяві Північної Кореї про випробування водневої бомби та припустити, що це було одноступеневе ядерне випробування без термоядерного синтезу. 9 вересня 2016 року Північна Корея провела своє п'яте ядерне випробування, яке дало від 10 до 30 кілотонн.

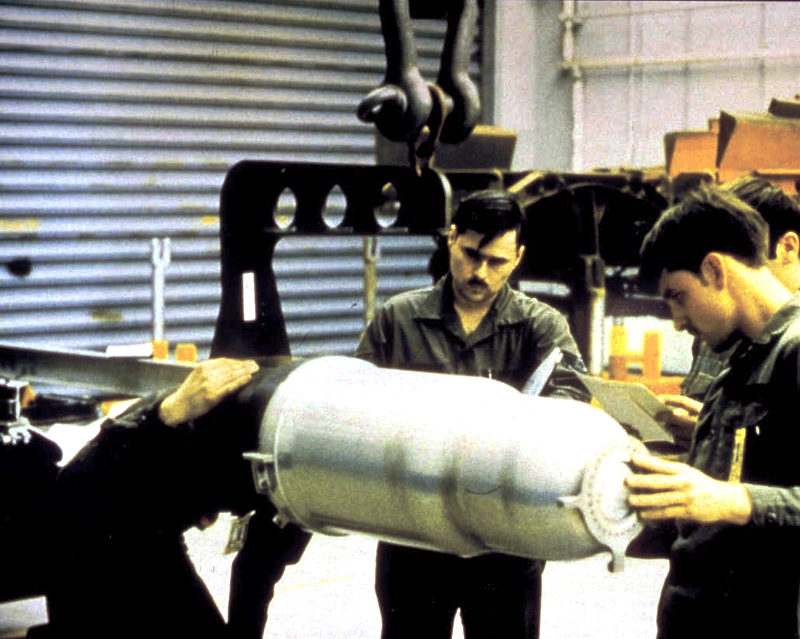
Фотографії корпусів боєголовок, таких як ця ядерної боєголовки W80, дозволяють зробити певні припущення щодо відносного розміру та форми первинних і вторинних частин американської термоядерної зброї.

3 вересня 2017 року Північна Корея провела шосте ядерне випробування через кілька годин після того, як були опубліковані фотографії північнокорейського лідера Кім Чен Ина, який оглядає пристрій, схожий на боєголовку термоядерної зброї. Початкові оцінки в перші кілька днів становили від 70 до 160 кілотонн  і були підвищені через тиждень до діапазону від 250 до понад 300 кілотонн. Інформаційна група Джейн оцінила, базуючись головним чином на візуальному аналізі пропагандистських зображень, що бомба може важити від 250 до 360 кг.

## Загальновідомість
Конструкція Теллера-Улама протягом багатьох років вважалася однією з головних ядерних таємниць, і навіть сьогодні[коли?] вона не обговорюється в будь-яких подробицях офіційними публікаціями без грифу таємності. Політика Міністерства енергетики США (DOE) полягає у невизнанні випадків «витоку» інформації, оскільки це означало б визнати точність можливого витоку інформації.
Крім зображень корпусу боєголовки, але ніколи власне самого «фізичного пакету», більша частина загальнодоступної інформації про будову зведена до кількох стислих заяв і роботи кількох окремих дослідників.